# Културализам
Културализам је становиште које пренаглашава утицај културе на формирање личности. Културалисти своде појам културе на „културне обрасце”, „интерперсоналне односе”, „нацрте за вођење живота”, не испитујући историјске, друштвене и економске темеље ових прописаних образаца.